# Ligne Iga
La ligne Iga (伊賀線, Iga-sen) est une ligne ferroviaire exploitée par la compagnie privée Iga Railway située à Iga, dans la préfecture de Mie au Japon. Elle relie la gare d'Iga-Ueno à celle d'Iga-Kambe. La ligne est connue pour ses trains décorés de ninjas.

## Histoire
La ligne est ouverte le 18 juillet 1922.
Depuis 2017, la ligne et les infrastructures appartiennent à la ville d'Iga.

## Caractéristiques

### Ligne
- Longueur : 16,6 km
- Ecartement : 1 067 mm
- Electrification : 1 500 Vcc
- Nombre de voies : voie unique

### Liste des gares
La ligne comporte 15 gares.
| Gare          | Nom japonais | Distance (km) | Correspondances     | Localisation |
| ------------- | ------------ | ------------- | ------------------- | ------------ |
| Iga-Ueno      | 伊賀上野     | 0             | JR Central : Kansai | Iga          |
| Nii           | 新居         | 0,8           |                     | Iga          |
| Nishi-Ōte     | 西大手       | 3,3           |                     | Iga          |
| Uenoshi       | 上野市       | 3,9           |                     | Iga          |
| Hirokōji      | 広小路       | 4,4           |                     | Iga          |
| Kayamachi     | 茅町         | 5,0           |                     | Iga          |
| Kuwamachi     | 桑町         | 5,8           |                     | Iga          |
| Shijuku       | 四十九       | 6,5           |                     | Iga          |
| Idamichi      | 猪田道       | 8,0           |                     | Iga          |
| Ichibe        | 市部         | 9,2           |                     | Iga          |
| Inako         | 依那古       | 10,6          |                     | Iga          |
| Maruyama (ja) | 丸山         | 11,9          |                     | Iga          |
| Uebayashi     | 上林         | 13,0          |                     | Iga          |
| Hido          | 比土         | 15,6          |                     | Iga          |
| Iga-Kambe     | 伊賀神戸     | 16,6          | Kintetsu : Osaka    | Iga          |